# Елизавета Гессенская (1539—1582)
Елизавета Гессенская (13 февраля 1539, Кассель, Гессен — 15 марта 1582, 14 марта 1583 или 24 марта 1582, Гейдельберг) — курфюрстина Пфальца.

## Жизнь
Елизавета была четвёртой дочерью и седьмым ребёнком Филиппа Гессенского и Кристины Саксонской.
8 июля 1560 года вышла замуж за Людвига VI, курфюрста Пфальца.

## Дети
У Елизаветы было двенадцать детей:
- Анна Мария (1561—1589), с 1579 года жена герцога Карла, будущего короля Швеции
- Елизавета (1562)
- Доротея Елизавета (1565)
- Доротея (1566—1568)
- Фридрих Филипп (1567)
- Иоганн Фридрих (1569)
- Людвиг (1570—1571)
- Катарина (1572—1586)
- Кристина (1573—1619)
- Фридрих (1574—1610), впоследствии курфюрст Пфальца.
- Филипп (1575)
- Елизавета (1576—1577)